# Love Song (film)
Pour les articles homonymes, voir Love Song.

Love Song ou Une ballade pour Bobby Long au Québec (A Love Song For Bobby Long en anglais) est un film américain de Shainee Gabel, adapté du livre de Ronald Everett Capps et sorti en 2004.

## Synopsis
Purslane Kim est une jeune fille sans avenir de dix-huit ans, qui se voit obligée de quitter la Floride et son petit ami Lee, lorsqu'elle apprend que sa mère, Lorraine, est morte. Elle se rend à la Nouvelle-Orléans, ville dans laquelle elle a vécu autrefois, pour assister à ses obsèques. Alors qu'elle s'attend  à retrouver une maison désaffectée, elle a la stupeur de découvrir que les deux meilleurs amis de Lorraine, le professeur Bobby Long et son protégé, l'écrivain alcoolique Lawson Pines, s'y sont installés et qu'elle devra désormais cohabiter.

## Fiche technique
- Titre original : A Love Song For Bobby Long
- Titre français : Love Song
- Réalisation : Shainee Gabel
- Scénario : Shainee Gabel d'après le roman de Ronald Everett Capps
- Décors : Sharon Lomofsky
- Photographie : Elliot Davis
- Montage : Edward Percy et Lee Percy
- Musique : Nathan Larson
- Pays de production :  États-Unis
- Format : couleur — 35 mm — 1,85:1 — DTS / Dolby Digital / SDDS
- Genre : drame
- Durée : 119 minutes
- Dates de sortie : 
  - États-Unis : 29 décembre 2004
  - France : 13 septembre 2006

## Distribution
- John Travolta (V. F. : Lionel Tua ; V. Q. : Jean-Luc Montminy) : Bobby Long
- Scarlett Johansson (V. F. : Julia Vaidis-Bogard ; V. Q. : Camille Cyr-Desmarais) : Pursy Will
- Gabriel Macht (V. F. : Boris Rehlinger ; V. Q. : Daniel Picard) : Lawson Pines
- Deborah Kara Unger (V. F. : Sylvia Bergé ; V. Q. : Nathalie Coupal) : Georgianna
- Dane Rhodes (V. F. : Pascal Montségur) : Cecil
- David Jensen (V. F. : Christian Huitorel) : Junior
- Clayne Crawford (V. F. : Rémi Bichet ; V. Q. : Martin Watier) : Lee
- Sonny Shroyer : Earl
- Walter Breaux : Ray
- Carol Sutton : Ruthie

Source et légende : Version française (V. F.) sur Voxofilm

## Récompenses et distinctions
Bien qu'il ait été bien accueilli par la critique et nommé aux Golden Globes dans plusieurs catégories, le film a été un énorme échec au box-office, engrangeant à peine 1,8 million de dollars dans le monde.